# Бахо-Миньо
Бахо-Миньо (исп. Bajo Miño, галис. Baixo Miño — Байшо-Миньо) — район (комарка) в Испании, входит в провинцию Понтеведра в составе автономного сообщества Галисия. Лежит к северу от нижнего течения реки Миньо и относится к природной области Риас-Байшас.

## Муниципалитеты
1. Ла-Гвардиа (Понтеведра)
2. Эль-Росаль
3. Ойя
4. Томиньо
5. Туй (Испания)